# Garankedey
Garankedey es una comuna o municipio del departamento de Dosso de la región de Dosso, en Níger. En diciembre de 2012 presentaba una población censada de 35 009 habitantes.
Se encuentra situada al suroeste del país, cerca del río Níger, de la frontera con Benín y Nigeria, y de la capital nacional, Niamey.